# Calymmaria rosario
Calymmaria rosario är en spindelart som beskrevs av Ernst Heiss och Draney 2004. Calymmaria rosario ingår i släktet Calymmaria och familjen panflöjtsspindlar. Inga underarter finns listade.